# أليساندرو بيانكي (لاعب كرة قدم)
أليساندرو بيانكي (بالإيطالية: Alessandro Bianchi)‏ (7 أبريل 1966 بتشرفيا في إيطاليا - ) هو لاعب كرة قدم إيطالي في مركز الوسط. شارك مع منتخب إيطاليا لكرة القدم. أما مع النوادي، فقد لعب مع إنتر ميلان ونادي بادوفا ونادي تشيزينا.

## وصلات خارجية
- أليساندرو بيانكي على موقع قاعدة بيانات كرة القدم.إي يو (الإنجليزية)
- أليساندرو بيانكي على موقع ناشيونال فوتبول تيمز (الإنجليزية)
- أليساندرو بيانكي على موقع عالم كرة القدم.نت (الإنجليزية)